# 1976-os Formula–1 japán nagydíj
A japán nagydíj volt az 1976-os Formula–1 világbajnokság szezonzáró futama.

## Futam
| Helyezés | Rajtszám | Versenyző          | Csapat/Motor       | Körök | Idő/Kiesés oka | Rajthely | Pont |
| -------- | -------- | ------------------ | ------------------ | ----- | -------------- | -------- | ---- |
| 1        | 5        | Mario Andretti     | Lotus-Ford         | 73    | 1:43:58,86     | 1        | 9    |
| 2        | 4        | Patrick Depailler  | Tyrrell-Ford       | 72    | + 1 kör        | 13       | 6    |
| 3        | 11       | James Hunt         | McLaren-Ford       | 72    | + 1 kör        | 2        | 4    |
| 4        | 19       | Alan Jones         | Surtees-Ford       | 72    | + 1 kör        | 20       | 3    |
| 5        | 2        | Clay Regazzoni     | Ferrari            | 72    | + 1 kör        | 7        | 2    |
| 6        | 6        | Gunnar Nilsson     | Lotus-Ford         | 72    | + 1 kör        | 16       | 1    |
| 7        | 26       | Jacques Laffite    | Ligier-Matra       | 72    | + 1 kör        | 11       |      |
| 8        | 24       | Harald Ertl        | Hesketh-Ford       | 72    | + 1 kör        | 22       |      |
| 9        | 18       | Noritake Takahara  | Surtees-Ford       | 70    | + 3 kör        | 24       |      |
| 10       | 17       | Jean-Pierre Jarier | Shadow-Ford        | 69    | + 4 kör        | 15       |      |
| 11       | 51       | Masahiro Hasemi    | Kojima-Ford        | 66    | + 7 kör        | 10       |      |
| Kiesett  | 3        | Jody Scheckter     | Tyrrell-Ford       | 58    | Túlmelegedés   | 5        |      |
| Kiesett  | 21       | Hans Binder        | Wolf-Williams-Ford | 49    | Kerék          | 25       |      |
| Kiesett  | 16       | Tom Pryce          | Shadow-Ford        | 46    | Energia        | 14       |      |
| Kiesett  | 9        | Vittorio Brambilla | March-Ford         | 38    | Elektronika    | 8        |      |
| Kiesett  | 34       | Hans-Joachim Stuck | March-Ford         | 37    | Elektronika    | 18       |      |
| Kiesett  | 12       | Jochen Mass        | McLaren-Ford       | 35    | Baleset        | 12       |      |
| Kiesett  | 28       | John Watson        | Team Penske-Ford   | 33    | Motorhiba      | 4        |      |
| Kiesett  | 52       | Kazuyoshi Hoshino  | Tyrrell-Ford       | 27    | Gumi           | 21       |      |
| Kiesett  | 20       | Arturo Merzario    | Wolf-Williams-Ford | 23    | Váltó          | 19       |      |
| Kiesett  | 30       | Emerson Fittipaldi | Fittipaldi-Ford    | 9     | Visszalépett   | 23       |      |
| Kiesett  | 8        | Carlos Pace        | Brabham-Alfa Romeo | 7     | Visszalépett   | 6        |      |
| Kiesett  | 1        | Niki Lauda         | Ferrari            | 2     | Visszalépett   | 3        |      |
| Kiesett  | 7        | Larry Perkins      | Brabham-Alfa Romeo | 1     | Visszalépett   | 17       |      |
| Kiesett  | 10       | Ronnie Peterson    | March-Ford         | 0     | Motorhiba      | 9        |      |
| NK       | 54       | Tony Trimmer       | Maki-Ford          |       |                |          |      |

## A világbajnokság végeredménye
| H   | Versenyzők        | Pont | H   | Konstruktőrök      | Pont    |
| --- | ----------------- | ---- | --- | ------------------ | ------- |
| 1.  | James Hunt        | 69   | 1.  | McLaren-Ford       | 83      |
| 2.  | Niki Lauda        | 68   | 2.  | Ferrari            | 74 (75) |
| 3.  | Jody Scheckter    | 49   | 3.  | Tyrrell-Ford       | 71      |
| 4.  | Patrick Depailler | 39   | 4.  | Lotus-Ford         | 29      |
| 5.  | Clay Regazzoni    | 31   | 5.  | Team Penske-Ford   | 20      |
| 6.  | Mario Andretti    | 22   | 6.  | Ligier-Matra       | 20      |
| 7.  | John Watson       | 20   | 7.  | March-Ford         | 19      |
| 8.  | Jacques Laffite   | 20   | 8.  | Shadow-Ford        | 10      |
| 9.  | Jochen Mass       | 19   | 9.  | Brabham-Alfa Romeo | 9       |
| 10. | Gunnar Nilsson    | 11   | 10. | Surtees-Ford       | 7       |

(A teljes lista)

## Statisztikák
Vezető helyen:
- James Hunt: 61 (1-61)
- Patrick Depailler: 2 (62-63)
- Mario Andretti: 10 (64-73)

Mario Andretti 2. győzelme, 2. pole-pozíciója, Masahiro Hasemi egyetlen leggyorsabb köre.
- Lotus 58. győzelme.